# Paps of Anu
Paps of Anu (irsky Dá Chích Anann) je dvojice kopců nedaleko města Killarney v irském hrabství Kerry. Kopce jsou zdaleka nápadné svým charakteristickým tvarem připomínajícím ženské poprsí, a byly proto pojmenovány podle matky irských bohů Anu. Vyšší z nich je východní vrchol The Paps East, který měří 694 metrů, západní vrchol The Paps West má 690 metrů. Na obou kopcích byly postaveny mohyly spojené kamennou cestou Na Fiacla. Nedaleko Paps of Anu se nacházejí zbytky pohanské svatyně Cahercrovdarrig.

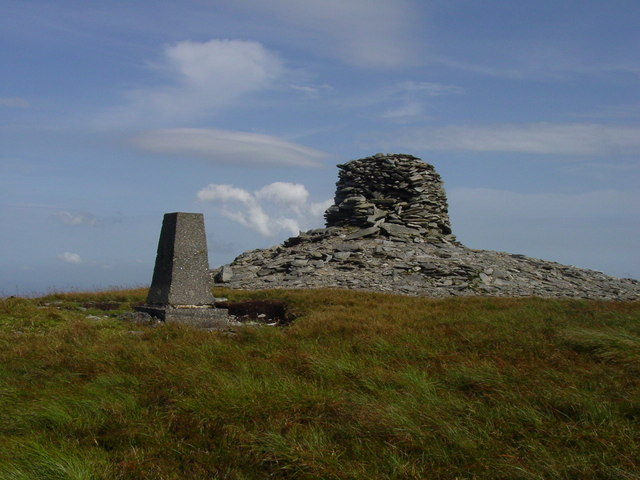
Západní vrchol Paps